# Ezechielova vzducholoď
Ezechielova vzducholoď (anglicky Ezekiel Airship) byl experimentální letoun navržený a postavený americkým baptistickým  kazatelem Burrellem Cannonem. Stroj byl inspirován a pojmenován podle Knihy Ezechiel, do vzduchu ho měla dostat čtyři kolesa, poháněná čtyřválcovým benzínovým motorem. Vyskytla se  neověřená tvrzení, že stroj vzlétl roku 1902 v Pittsburgu v Texasu, rok před prvním letem bratří Wrightů.

## Vývoj
Ezechielova vzducholoď byla výtvorem Burrella Cannona, který se narodil v Coffeeville ve státě Mississippi v dubnu 1848. Jako provozovatel pily se přestěhoval do východního Texasu při hledání příležitostí, které představovaly jeho relativně hojné lesy s tvrdým dřevem. Byl popisován jako renesanční člověk, byl zručný konstruktér a držitel patentů na šest různých vynálezů. Údajně mluvil osmi různými jazyky. Působil jako kazatel v malých městech východního Texasu, než koncem 90. let 19. století obrátil svou pozornost k letectví. V roce 1901 založil firmu Ezekiel Airship Manufacturing Company, podnikatel z Pittsburgu P. W. Thorsell mu poskytl prostor pro stavbu ve své slévárně.
Stroj byl inspirován Knihou Ezechiel, a to jak jménem, tak všeobecnou konstrukcí   Cannon čerpal inspiraci od konkrétní Ezechielovy vize v Ezechiel 1:16: Vzhled a vybavení kol bylo toto: třpytila se jako chrysolit a všechna čtyři se sobě podobala; jejich vzhled a vybavení se jevilo tak, jako by bylo kolo uvnitř kola. Pro Cannona relevantní text pokračuje v Ezechielovi 1:19: Když se bytosti pohybovaly, pohybovala se s nimi i kola, a když se bytosti vznášely nad zemí, vznášela se i kola.
Křídlo letounu bylo rozdělené na tři díly a bylo potažené plátnem Letoun byl vybaven čtyřmi kolesy, která byla poháněna čtyřválcovým zážehovým motorem. Pilot seděl uprostřed stroje.
V říjnu 1901 vyšel o Ezechielově vzducholodi článek v časopise Scientific American. Nepodepsaný článek se zaměřil z velké části na Cannonovy biblické inspirace pro projekt, všímal si jeho víry v „účel v každém slově Písma“. Článek popisoval některé specifikace letadla, jako např. plánované otáčky motoru 400 až 1200 za minutu, stejně jako náhled na Cannonův přístup k letu strojů těžších než vzduch.

## Údajný vzlet
V blíže neurčenou neděli v roce 1902 Ezechielova vzducholoď údajně vzlétla v Pittsburgu. Pracovník slévárny Gus Stamps byl údajný pilot. On a několik jeho kolegů chtěli vyzkoušet dokončený letoun. Podle těchto tvrzení stroj uletěl vzdálenost přibližně 49 m ve výšce mezi 3 až 3,7 m v přítomnosti pouze několika svědků; zúčastnění údajně přísahali mlčení, a není žádný fyzický důkaz na podporu těchto tvrzení. Cannon sám během údajného letu nebyl přítomen, protože kázal v místním kostele. Nejsou známy žádné fotografie letu. 
Původní Ezechielova vzducholoď byla zničena roku 1904 v bouři poblíž Texarkany, cestou na výstavu v St. Louis.
Zničení stroje způsobilo, že Cannon ukončil tento konkrétní projekt, ale neodradilo ho to od dalšího vynalézání. V roce 1913 postavil další letoun, který byl zničen během testování po nárazu do telegrafního sloupu.  Kromě toho, v době jeho smrti v roce 1922, pracoval na vývoji sběrače bavlny a ničitele květopase bavlníkového. V roce 1922 byly všechny původní Cannonovy plány Ezechielovy vzducholodi zničeny při požáru.

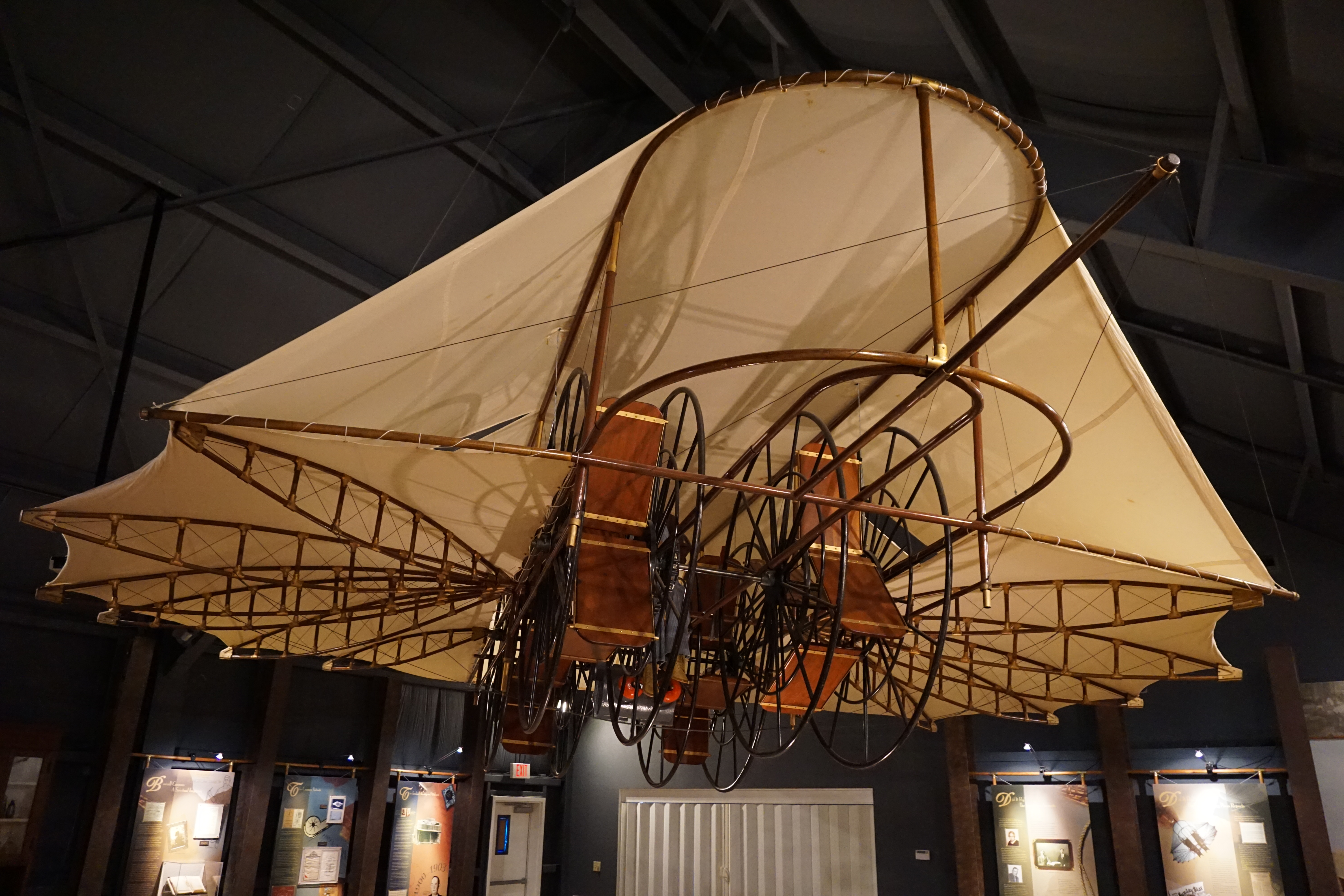
Replika Ezechielovy vzducholodi

## Novodobá replika
V letech 1986-1987 byla postavena replika Ezechielovy vzducholodi. Konstrukce repliky byla z velké části vytvořena podle jediné zachovalé fotografie. Váží zhruba 910 kg, mnohem více, než původní letoun, u kterého se uvádí hmotnost 184 kg. Původně byla vystavena v restauraci v centru města Pittsburg, v roce 2001 byla přestěhována do Muzea venkovského dědictví východního Texasu, kde je vystavena spolu dalšími souvisejícími artefakty. Jedním z nich je Cannonova vlastní Bible, která je vystavena otevřená na první kapitole Knihy Ezechiel.